# Jürgen Pommerenke

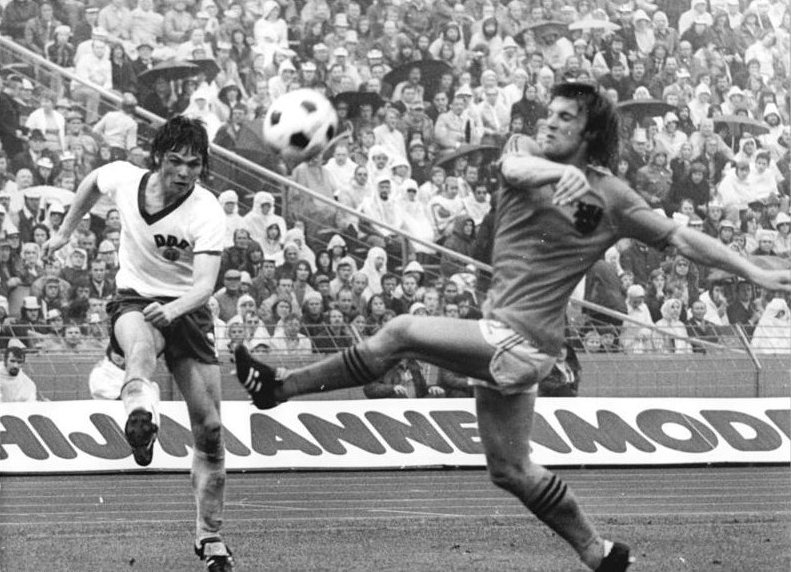
Ruud Krol (dreta) encara Pommerenke al Mundial de 1974.

Jürgen Pommerenke (Wegeleben, 22 de gener de 1953) és un exfutbolista de la República Democràtica Alemanya de la dècada de 1970.

## Trajectòria esportiva
Després d'iniciar-se de petit al Aufbau-Traktor Wegeleben, passà a jugar a l'1. FC Magdeburg, on romangué durant tota la seva carrera esportiva.
A nivell internacional fou 53 cops internacionals amb la RDA, marcant tres gols. Participà en el Mundial de 1974. A més cal afegir 4 internacionalitats més amb la selecció als Jocs Olímpics de 1972, on guanyà la medalla de bronze (els partits olímpics no són considerats oficials per la FIFA). El 1975 fou nomenat "futbolista de l'any" de la República Democràtica Alemanya l'any 1975.